# Schwarzwasserstaat-Stätte
Die Schwarzwasserstaat-Stätte (chinesisch 黑水国遗址, Pinyin Hēishuǐguó yízhǐ, englisch Site of Black Water State) ist ein archäologischer Fundplatz in Zhangye aus der Zeit der Han-Dynastie bis Ming-Dynastie in der nordwestchinesischen Provinz Gansu in der sich ein größeres Gräberfeld aus der Zeit der Han-Dynastie befindet.
Sie steht seit 2001 auf der Liste der Denkmäler der Volksrepublik China (5-122).